# Marie Kinsky von Wchinitz und Tettau
Marie Kinsky von Wchinitz und Tettau, född 14 april 1940 i Prag, död 21 augusti 2021 i Grabs i Sankt Gallen, var furstinna av Liechtenstein (gemål).

## Biografi
Furstinnan Marie föddes som grevinnan Marie von Wchinitz und Tettau i Prag i april 1940 som det fjärde barnet i en syskonskara om sju barn. Hennes föräldrar var greve Ferdinand Carl Kinsky von Wchinitz und Tettau och grevinnan Henriette von Ledebur-Wicheln.

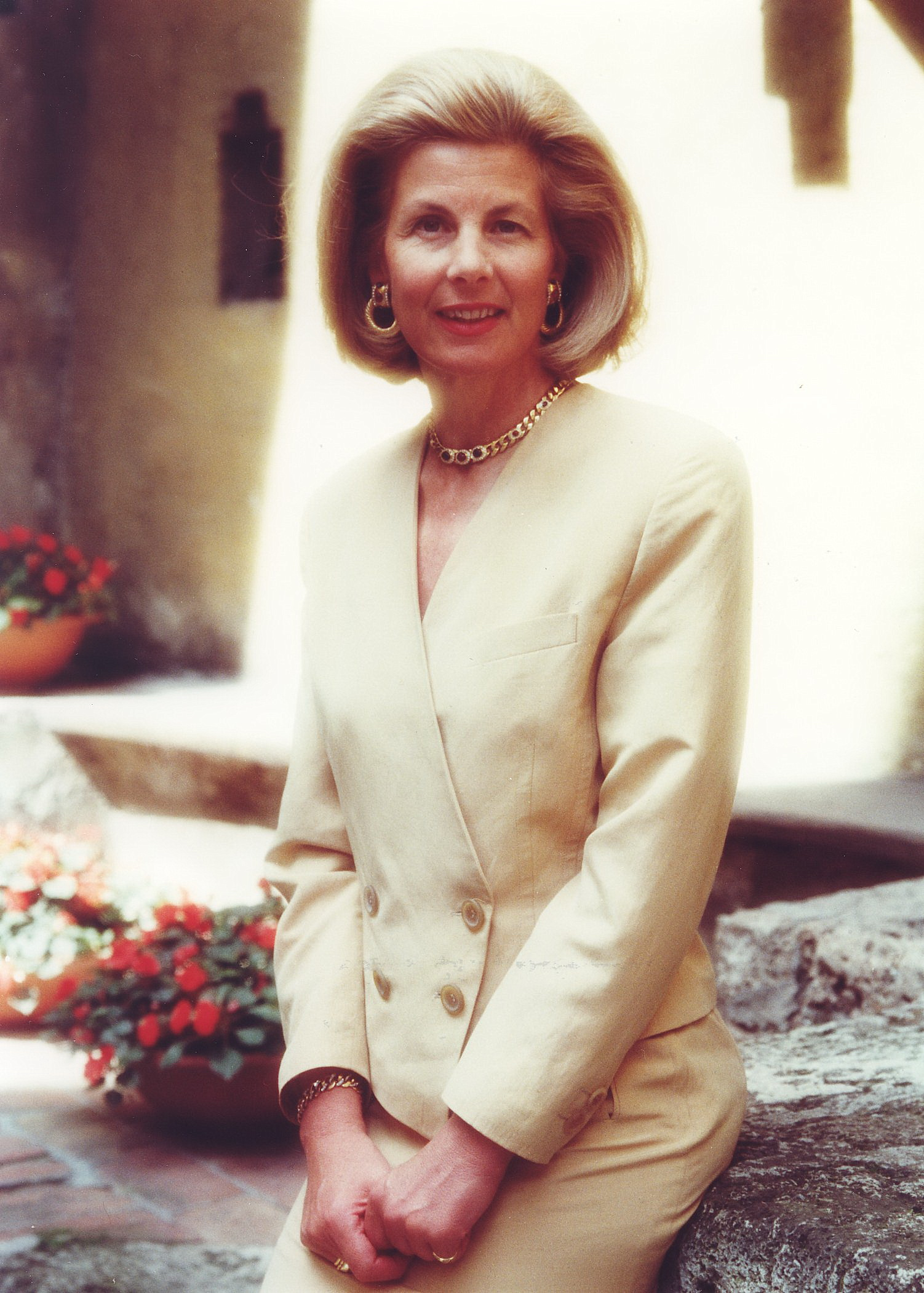

Hon gifte sig den 30 juli 1967 med Liechtensteins nuvarande statschef Hans-Adam II. I äktenskapet föddes fyra barn: arvprins Alois, prins Maximilian, prins Constantin och prinsessan Tatjana. Hon avled till följd av en stroke vid 81 års ålder i Grabs den 21 augusti 2021.